# Attapulgus
Attapulgus is een plaats (city) in de Amerikaanse staat Georgia, en valt bestuurlijk gezien onder Decatur County. De plaats heeft haar naam gegeven aan het mineraal attapulgiet, dat in de buurt veel voorkomt.

## Demografie
Bij de volkstelling in 2000 werd het aantal inwoners vastgesteld op 492.
In 2006 is het aantal inwoners door het United States Census Bureau geschat op 473, een daling van 19 (-3,9%).

## Geografie
Volgens het United States Census Bureau beslaat de plaats een oppervlakte van
2,1 km², geheel bestaande uit land.

## Plaatsen in de nabije omgeving
De onderstaande figuur toont nabijgelegen plaatsen in een straal van 24 km rond Attapulgus.